# Show Me Love (album Robin S.)
Show Me Love è il primo album in studio della cantante statunitense Robin S., pubblicato il 21 giugno 1993.

## Tracce
1. Show Me Love – 4:29
2. Love for Love – 4:15
3. I'm Gonna Love You Right (Tonight) – 4:39
4. If We Could Just Be Friends – 4:32
5. What I Do Best – 4:22
6. My Kind of Man – 5:18
7. I Want to Thank You – 4:04
8. Once In A Lifetime Love – 3:41
9. Back It Up – 4:24
10. Back and Forth – 4:44
11. Brighter Day – 4:26
12. Who's Gonna Raise the Child – 5:04
13. When You Find Love – 4:02
14. Show Me Love (Extended Mix) – 7:44